# 楓葉教育
中國楓葉教育集團有限公司，簡稱中國楓葉教育集團和楓葉教育（英語：China Maple Leaf Educational Systems Limited，港交所：1317），在1995年，由主席任書良和其弟弟，於總部遼寧省大連市成立「大连枫叶国际学校」，其業務中國內地經營合共40間，包括7間高中、10間初中、9間小學、12間幼兒園及2間外籍人員子女學校。
股份在2014年11月28日於港交所主板上市，全球招股定價為3.07港元，發行新股為3.34億股，集資額為7.9億港元，用作用於擴展學校網絡；保養、翻新及提升現有學校；收購事項以補充學校網絡；償還若干銀行貸款；和一般營運資金，另外其中Edmond de Rothschild Asset Management (France)、國際金融公司及新華資産管理(香港)將分別認購2550萬股，合共7650萬股股份。
2016年7月13日，該公司以68,000,000新加坡元（相等於約388,280,000港元）收購Lucrum Development (Singapore) Pte. Limited。
2016年8月15日，該公司主席任書良委任為首席執行官，Robert William Gardner委任中國區加方校監。
2017年2月5日，該公司以人民幣77,915,000元（相等於約88,190,000港元）收購海南科教集團有限公司4.9%股權。
2017年12月14日，該公司以人民幣89,045,000元（相當於約104,921,724港元）收購伊思頓國際教育投資（深圳）有限公司55%股權。

## 連結
- mapleleaf.cn （页面存档备份，存于）